# SIP Animation
SIP Animation é uma empresa da França que trabalha na indústria fonográfica do país. Essa instituição é um membro internacional da Federação Internacional da Indústria Fonográfica - IFPI.